# Etilamină
Etilamina este un compus organic cu formula chimică CH3CH2NH2. Este un compus gazos, incolor și cu un miros puternic de amoniac. La temperaturi mai mici de temperatura camerei, se condensează formând un lichid miscibil în majoritatea solvenților. Este o bază nucleofilă, caracteristică tipică pentru o amină. Derivații săi sunt utilizați în sinteza organică.

## Obținere
Etilamina este obținută în urma reacției de alchilare a amoniacului cu etanol, la temperaturi cuprinse între 180 și 220 °C și în prezența unor catalizatori de tip oxizi metalici:
Ca produși secundari ai acestei reacții chimice se obțin și dietilamină și trietilamină. 
O altă metodă posibilă de obținere este reacția etilenei cu amoniac, care se realizează în prezența amidei de sodiu sau a unor catalizatori similari:
{\displaystyle {\ce {H2C=CH2 + NH3 -> CH3CH2NH2}}}

## Proprietăți
În mod similar altor amine alifatice, etilamina este o bază slabă: pKa-ul speciei [CH3CH2NH3]+ este de 10,8. Compusul, fiind o amină primară alifatică, suferă reacții specifice precum: acilare, protonare și alchilare. Prin reacția cu clorura de sulfuril se obține o sulfonamidă, care dă prin oxidare dietil-diazena, EtN=NEt.